# Hans von Borsody
Hans Eduard Herbert von Borsody (Wenen, 20 september 1929 – Kiel, 4 november 2013) was een Duits/Oostenrijks acteur.

## Biografie
Hans von Borsody kwam uit een artiestenfamilie. Zijn vader Eduard von Borsody was filmregisseur, zijn moeder Maria violiste en zijn oom Julius von Borsody de eerste filmarchitect van Oostenrijk. Vanwege het beroep van zijn vader kwam hij op 3-jarige leeftijd naar Berlijn, waar hij en zijn gezin het Duitse staatsburgerschap verwierven. Tijdens de Tweede Wereldoorlog keerden ze terug naar Wenen vanwege de toegenomen bombardementen op Berlijn.
Na zijn afstuderen aan de middelbare school en een studie fotografie, werkte Borsody eerst een jaar aan het grafische onderwijs- en onderzoeksinstituut in Wenen, voordat hij van 1950 tot 1952 acteren studeerde aan het Max Reinhardt Seminar. Daarna werd hij een populaire acteur in de heimatfilms van de jaren 1950, maar speelde sindsdien ook steeds weer in het theater. Zijn favoriete rol was Cyrano von Bergerac, die Borsody speelde in Wenen en Andernach.
Vanaf 1960 was hij steeds meer te zien in internationale producties. Een van zijn bekendste rollen was die van detective Cliff Dexter in de gelijknamige ZDF-misdaadserie van 1966 tot 1968. In de jaren 1970 was Hans von Borsody zelden in films te zien. Wel had hij een rol in de oorlogsfilm A Bridge Too Far (1977) van Richard Attenborough. Vanaf 1980 nam hij regelmatig gastrollen op in relevante televisieseries als Die glückliche Familie, Forsthaus Falkenau, Klinik unter Palmen en Der Bulle von Tölz.
Als stemacteur leende hij zijn stem aan Daniel Gélin (Cartagine in fiamme) en Douglas Sheehan in de soapserie Knots Landing.

## Filmografie
- 1955: Don Juan / Don Giovanni
- 1955: Zwei Herzen und ein Thron
- 1955: Der Major und die Stiere
- 1956: Der Meineidbauer
- 1956: Der Schandfleck
- 1956: Liane, das Mädchen aus dem Urwald
- 1956: K. u. K. Feldmarschall
- 1957: Jägerblut
- 1958: Polikuschka
- 1958: Wehe, wenn sie losgelassen
- 1958: Rivalen der Manege
- 1958: Die grünen Teufel von Monte Cassino
- 1958: Besuch aus heiterem Himmel
- 1958: Nick Knattertons Abenteuer
- 1959: Der Schäfer vom Trutzberg
- 1959: Mein Schatz, komm mit ans blaue Meer
- 1960: Schlagerraketen – Festival der Herzen
- 1960: Das Rätsel der grünen Spinne
- 1960: Der wahre Jakob
- 1960: 3 Kerle geh’n durch dick und dünn (Juanito)
- 1961: Unter der Flagge der Freibeuter (Il conquistatore di Maracaibo)
- 1961: … und du mein Schatz bleibst hier
- 1961: Im schwarzen Rößl
- 1961: The Edgar Wallace Mystery Theatre (tv-serie, een aflevering)
- 1961: Barbara
- 1962: Eine Nacht in Venedig (televisie)
- 1962: Wilde Wasser
- 1962: Candidate for Murder
- 1963: Marschier oder krepier (Marcia o crepa)
- 1963: Sturm am Wilden Kaiser (Bergwind)
- 1963: Der Unsichtbare
- 1964: Die goldene Göttin vom Rio Beni
- 1964: 90 Nächte und ein Tag
- 1964: Das war Buffalo Bill (Buffalo Bill, l'eroe del far west)
- 1966: Hermann der Cherusker
- 1966: Einer spielt falsch (Trunk to Cairo)
- 1966: Robin Hood, der edle Ritter (televisie)
- 1966–1968: Cliff Dexter (tv-serie)
- 1966: Die Nibelungen, Teil 1: Siegfried
- 1967: Die Nibelungen, Teil 2: Kriemhilds Rache
- 1967: Agent 3S3 setzt alles auf eine Karte (Omicidio per appuntamento)
- 1968: Andrea – wie ein Blatt auf nackter Haut
- 1968: Bombenwalzer (televisie)
- 1969: Agáchate, que disparan
- 1969: Pudelnackt in Oberbayern
- 1969: Der Vetter Basilio (tv-film)
- 1970: Luftsprünge (tv-serie)
- 1970: Formel 1 – In der Hölle des Grand Prix (Formula 1 – Nell'Inferno del Grand Prix)
- 1973: Mordkommission (tv-serie)
- 1973: Immobilien (televisie)
- 1974: Tatort: Acht Jahre später (tv-reeks)
- 1976: Die Affäre Lerouge (tv-serie)
- 1977: Die Brücke von Arnheim (A Bridge Too Far)
- 1977: Schulmädchen-Report. 11. Teil: Probieren geht über Studieren
- 1978: Götz von Berlichingen mit der eisernen Hand
- 1978: Ausgerissen! Was nun? (tv-reeks)
- 1979: Blutspur (Bloodline)
- 1979: Merlin (tv-serie)
- 1983: Kontakt bitte … (tv-serie)
- 1984: Weltuntergang
- 1984: Heiße Wickel – kalte Güsse (tv-serie)
- 1984: Tiere und Menschen (tv-serie)
- 1987: Die glückliche Familie (tv-serie)
- 1989: Forsthaus Falkenau (tv-serie)
- 1990: Constance et Vicky (tv-serie)
- 1991: Forsthaus Falkenau (tv-serie)
- 1992: Siebenbirken (tv-serie)
- 1993: Ein unvergeßliches Wochenende … in Venedig (televisie)
- 1994: Im Namen des Gesetzes (tv-serie, een aflevering)
- 1995: Der Mond scheint auch für Untermieter (tv-serie)
- 1996: Klinik unter Palmen (tv-serie)
- 1996: Stockinger (tv-serie, een aflevering)
- 1997: Der Bulle von Tölz: Eine Hand wäscht die andere
- 1998: Pensando all'Africa (tv-serie)
- 1999: Unter der Sonne Afrikas (Sotto il cielo dell’Africa, tv-serie)
- 2000: Unser Charly (tv-serie)
- 2000: Zwischen Liebe und Leidenschaft (televisie)
- 2000: Dir zu Liebe (televisie)
- 2004: Mörderischer Plan (tv-film)
- 2008: Der Besuch der alten Dame (televisie)
- 2013: Der Meineidbauer (tv-film)